# Miriam Schapiro
Pour les articles homonymes, voir Schapiro.
Miriam Schapiro (née le 15 novembre 1923 à Toronto au Canada, et morte le 20 juin 2015) est une artiste féministe canadienne ayant vécu aux États-Unis. Pionnière dans l'art féministe, elle utilisait différents médiums telle que la peinture, la sculpture et la gravure. Elle est considérée comme l'une des chefs de file du mouvement Pattern and Decoration. 

## Biographie
Née en novembre 1923 à Toronto, elle s'installe à New York au début des années 1950. Elle y rejoint le milieu des peintres expressionnistes abstraits, pratiquant l'all-over, le dripping, etc. Dès 1963, sa série Shrine, partant d'une iconographie qui lui est spécifique, le motif de l'œuf ou la silhouette d'une femme notamment, se distingue des productions des autres artistes, et est inclassable. 
À partir de 1970, elle déménage de la côte Est des États-Unis à la côte Ouest, avec son époux Paul Brach, artiste également. Son travail se situe à la frontière entre beaux-arts et artisanat. En 1975, elle fait partie des quelques artistes femmes à avoir participé au NSCAD Lithography Workshop. Ses peintures sont composées d'éléments artisanaux puisque selon elle, les éléments artisanaux et de décoration sont associés à la femme et la féminité. Elle s'empare de symboles associés à la femme tels que les cœurs, la décoration florale, les motifs géométriques et la couleur rose.
En 1972, elle est incluse dans Some Living American Women Artists, un collage féministe de Mary Beth Edelson.